# Saint-Malo-de-Beignon
Saint-Malo-de-Beignon (bret. Sant-Maloù-Benion) – miejscowość i gmina we Francji, w regionie Bretania, w departamencie Morbihan.
Według danych na rok 1990 gminę zamieszkiwało 390 osób, a gęstość zaludnienia wynosiła 112 osób/km² (wśród 1269 gmin Bretanii Saint-Malo-de-Beignon plasuje się na 893. miejscu pod względem liczby ludności, natomiast pod względem powierzchni na miejscu 1058.).